# Citrinos do Algarve
O Citrinos do Algarve IGP é um produto de origem portuguesa com Indicação Geográfica Protegida pela União Europeia (UE) desde 21 de junho de 1996. Esta certificação surgiu como consequência da elevada qualidade que caracteriza os citrinos produzidos na região do Algarve e da consequente reputação de que estes frutos gozam, sobretudo em Portugal.

## Agrupamento gestor
O agrupamento gestor da indicação geográfica protegida "Citrinos do Algarve" é a UNIPROFRUTAL - União dos Produtores Horto-Frutícolas do Algarve.